# 开路
开路是指电路中的开关呈關閉状态或去掉一个负载，使电流不能构成回路的电路。也称断路。
在電路學裡面，當電容在一個迴路裡達到穩定狀態(簡單說，就是電容的電壓等於該迴路的電壓源所提供的電壓)時，電容就被open，該迴路就成斷路，此情況稱為開路。